# 洗国
洗国（せんこく）とは、「自国民を組織的に相手国に送り込み、相手国を侵略する」という浸透工作である。三橋貴明らによると、中国やロシアが他国を奪い取る為の手法で既にウイグル自治区やクリミア半島などがその被害にあっている。。